# Театр Сан-Самуэле
Театро Сан-Самуэле (итал. Teatro San Samuele) — оперный театр, располагавшийся на Рио-дель-Дука между Кампо Сан-Самуэле и Кампо Санто-Стефано, в Венеции. Построенный по заказу семьи Гримани театр открылся в 1656 году и фнукционировал непрерывно, пока пожар не уничтожил его в 1747 году. Новое здание театра было возведено и открыто в 1748 году, но финансовые трудности привели к тому, что оно закрылось и было продано в 1770 году. Театр работал до 1807 года, когда был закрыт по указу Наполеона I. Он вновь открылся в 1815 году, а в 1819 году был приобретён импресарио Джузеппе Камплоем. В 1853 году он был переименован в Театро Камплой (итал. Teatro Camploy). После смерти Камплоя в 1889 году театр был завещан городу Вероне, у которого его перекупил Городской совет Венеции и снёс его в 1894 году.

## История
Ставший одним из самых важных венецианских театров в XVII и XVIII веках, Театро Сан-Самуэле был построен в 1656 году по заказу семьи Гримани. Первоначально он использовался преимущественно для театральных постановок, но в XVIII веке стал больше специализироваться на опере и балете. Знаменитый драматург и либреттист Карло Гольдони занимал пост директора театра в 1737—1741 годах, а множество премьер его работ состоялось на сцене Театро Сан-Самуэле.
Театр был уничтожен пожаром в последнюю ночь сентября 1747 года. Новое здание почти полностью повторяло облик первого, восстановленный театр был открыт в мае 1748 года. Большую часть его репертуара с того времени стали составлять оперы-буффа, так как семья Гримани предпочитала, чтобы оперы-сериа и другие более драматические произведения ставились в другом венецианском театре — Театре Сан-Бенедетто, построенном в 1755 году.
К концу XVIII века Театро Сан-Самуэле потерял большую часть своего прежнего престижа. В 1770 году семья Гримани была вынуждена продать его из-за экономическим проблем, обрушившихся на венецианскую аристократию. На рубеже 1780-х — 1790-х годов импресарио театра был отец Онорато Вигано, отец Сальваторе Вигано.
Театр продолжал функционировать до 6 апреля 1807 года, когда был закрыт указом Наполеона, согласно которому также прекращалась деятельность театров Сан-Кассиано, Сан-Анджело и Сан-Лука. Сан-Самуэле и Сан-Лука были вновь открыты согласно австрийскому указу от 21 апреля 1815 года.
В 1819 году Театро Сан-Самуэле был приобретён импресарио Джузеппе Камплоем. За исключением 1840-х годов, когда спектакли в нём проходили нерегулярно, театр оставался постоянно действующим вплоть до смерти Камплоя в 1889 году. В 1853 году он был переименован в Театро Камплой (итал. Teatro Camploy). В третьем издании «Справочника для путешественников по северной Италии» Мюррея (1847) приводятся слова Фрэнсиса Палгрева: «Это довольно хороший театр, хорошо приспособленный для слухового восприятия. Здесь исполняются оперы-буффа». Камплой завещал театр городу Вероне. Городской совет Венеции выкупил его у него, после чего снёс театр в 1894 году, построив на его месте начальную школу А. Скарселлини.

## Некоторые премьеры
- «Муций Сцевола», опера в 3-х действиях, музыка Франческо Кавалли, либретто Джованни Фаустини и Николо Минато, 26 января 1665.
- «Артаксеркс», драма для музыки в 3-х действиях, музыка Карло Гросси, либретто Аурелио Аурели, 28 декабря 1668.
- «Сципион в Испании», драма для музыки в 3-х действиях, музыка Томазо Альбиони, либретто Апостоло Дзено, 25 мая 1724.
- «Дализа», опера-сериа, музыка Иоганна Адольфа Хассе, либретто Доменико Лалли по Николо Минато, 17 мая 1730.
- «Гризельда», драма для музыки в 3-х действиях, музыка Антонио Вивальди, либретто Апостоло Дзено по Джованни Боккаччо, 18 мая 1735.
- «Графиня», пастиччо, музыка Никколо Йоммелли, либретто Гольдони, 1743.
- «Возвращение в Лондон», драма-джокозо в 3-х действиях, музыка Доменико Фискиетти, либретто Гольдони, 7 февраля 1756.
- «Любовь к трем апельсинам», фьяба Карло Гоцци, представленная труппой комика dell'Arte Антонио Сакки 25 января 1761.
- «Катон в Утике», опера-сериа в 3-х действиях, музыка Флориана Гассмана, либретто Пьетро Метастазио, 29 апреля 1761.
- «Китайский идол», драма-джокозо в 3-х действиях, музыка Джакомо Руста, либретто Джованни Баттиста Лоренци, 28 декабря 1773.
- «Крестьянская ревность», драма-джокозо в 3-х действиях, музыка Джузеппе Сарти, либретто Томмазо Гранди, ноябрь 1776.
- «Джаннина и Бернардоне», драма-джокозо в 2-х действиях, музыка Доменико Чимарозы, либретто Филиппо Ливиньи, осень 1781.
- «Смерть Цезаря», опера-сериа в 3-х действиях, музыка Франческо Бьянки, либретто Гаэтано Сертора, 27 декабря 1788.
- «Слуга-хозяин», опера-буффа в 2-х действиях, музыка Никколо Пиччинни, либретто Катернио Маццолы, 17 января 1794.
- «Академия музыки», фарса в 1-м действии, музыка Симона Майра, либретто Гаэтано Росси по Ф. Альбергати Капачелли, 24 ноября 1799.
- «Пётр Великий», опера-буффа в 2-х действиях, музыка Гаэтано Доницетти, либретто Джерардо Бевилаквы-Альдобрандини, 26 декабря 1819.
- «Марко Висконти», опера-сериа в 2-х действиях, музыка Антонио Педрокко, либретто николо Форамити по Томмазо Гросси, 16 апреля 1853.